# Edmond Théry
Pour les articles homonymes, voir Théry.
Edmond Théry, né à Rognac (Bouches-du-Rhône) le 21 novembre 1854 et mort à Paris le 8 mai 1925, est un journaliste, économiste et statisticien français.

## Biographie
Edmond Théry est journaliste depuis 1879 : il est entré aux quotidiens Voltaire puis La Justice de Georges Clemenceau. Il a aussi été le chroniqueur musical de La Nation. Il a collaboré ensuite aux quotidiens Le Matin et Le Figaro, et a siégé au conseil d'administration de ce dernier journal. 
Il fonde en 1892 et dirige jusqu'à sa mort l'hebdomadaire L’Économiste européen (32 pages d'informations économiques). En décembre 1897, Il est l'un des membres fondateurs avec Jules Domergue et Henry Garnier de la Société d'économie politique nationale (S.E.P.N.), présidée par l'économiste et universitaire Paul Cauwès. 
Edmond Théry est l'un des économistes français qui ont rappelé que les tarifs douaniers n'ont pas une seule finalité, celle de la protection, comme le prétendent les libres-échangistes, mais trois : la protection (1) mais aussi la compensation (2, ce qui inclut l'échange) et la rémunération (3, les taxes d'importations sont une recette importante de l’État ce qui réduit les impôts payés par les Français).
La S.E.P.N. est favorable aux tarifs douaniers compensateurs, protecteurs et rémunérateurs. 
Elle partage de nombreuses affinité avec une association d'agriculteurs et d'industriels présidée par Jules Méline, l'Association de l'industrie et de l'agriculture françaises.
Le choix de l'intitulé de la S.E.P.N. signifiait que les membres de la Société voulaient se différencier de la vénérable Société d'économie politique d'obédience libre-échangiste. 
Théry a aussi été partisan du bimétallisme monétaire.
Publiciste, il est l'auteur de nombreux ouvrages, dont en 1901 Le Péril jaune, au sujet du décollage rapide de l'économie chinoise, que de nombreux Français redoutent, et non des moindres, comme Louis Delaunay-Belleville, président de la Chambre de commerce de Paris (voir le discours de M. Delaunay-Belleville, de 1895, prononcé à l'adresse du président de la République).
Edmond Théry a été un temps « bulletinier », c'est-à-dire journaliste tenant le bulletin financier, qu'il afferme, de journaux. Notamment L'Humanité de Jean Jaurès et d'Aristide Briand, en 1907 et 1908. 
Après la mort d'Edmond Théry, des journaux d'extrême gauche feront de lui un des quatre plus importants courtiers qui distribuent dans les journaux la manne de la publicité des emprunts au nom des grands établissements de crédit. Il serait l'agent du Crédit Lyonnais. Dans une époque où la vénalité de la presse est attestée, son hebdomadaire a en tout cas reçu de l'argent russe comme le montrent les révélations issues de la correspondance d'Arthur Raffalovitch (Affaire Arthur Raffalovitch). On y lit aussi cette lettre : « De (la conversation avec le syndic des agents de change), il résulte qu'il faut limiter l'effort défensif à quelques journaux à gros tirage (...) et qu'il fallait avoir recours à un spécialiste comme Théry (de l'Economiste européen) qui n'opère plus directement, mais arrange les choses ».
Il a été promu grand officier de la Légion d'honneur en 1913, sur le rapport du ministre de l'Agriculture. Il est, depuis 1911, membre de l'Académie d'agriculture de France et il possède un vignoble près de sa commune natale, dans les Bouches-Du-Rhône.  
Il entretient de bonnes relations avec différents hommes politiques. Ainsi, à l'occasion du millième numéro de l’Économiste européen en 1911, un déjeuner au Ritz le voit entourer d'un ancien président de la République (Émile Loubet), de deux anciens présidents du Conseil (Georges Clemenceau et Jules Méline), de trois ministres ou anciens ministres, dont le ministre des finances Joseph Caillaux, ainsi que du gouverneur de la Banque de France, des directeurs des grandes banques, du syndic des agents de change.  
En outre, plusieurs missions lui auraient été confiées par des gouvernements français.  
De plus, il est l'inamovible président de l'Association de la presse économique et financière, qu'il a fondée en 1905, et il est vice-président des journalistes républicains. 
Durant la Grande guerre de 1914-1918, Edmond Théry est lieutenant-colonel de territoriale et travaille pour le ministère de la Guerre. Début 1917, il est l'un des directeurs de la Section économique, un service d'analyse et de conseils, rattaché au cabinet du ministre. Le ministre est alors le général Lyautey (voir l'article de Pierre Bruneau, dans la Revue militaire générale, de février 1922, page 149). Edmond Théry a été l'un des nombreux experts économiques à avoir non seulement préconisé le blocus des empires centraux (Allemagne, Autriche-Hongrie) mais aussi avoir contribué à l'application de la guerre économique à travers l'exercice de ses fonctions au ministère de la Guerre. 
À sa mort, il laisse cinq fils, dont René Théry, chargé de la rédaction de l’Économiste européen et qui prend la succession de son père, aussi bien de l'hebdomadaire que de l'Association de la presse économique et financière.

## Principales publications
- Sous l'uniforme, nouvelles militaires (1879)
- Les Finances de la République : le budget, la conversion, l'unification et l'extinction de la dette publique, les grands travaux du plan Freycinet (1883)
- La Crise des changes, la baisse de l'argent et ses conséquences, la situation monétaire du monde, le bimétallisme universel (1894)
- Histoire des grandes compagnies françaises de chemins de fer dans leurs rapports financiers avec l'État (1894)
- Les Fonctions de la Banque de France (1895)
- L'Évolution industrielle et commerciale (1897)
- Les Valeurs mobilières en France (1897)
- Europe et États-Unis d'Amérique] : statistiques d'ensemble : « maritimisme », populations, dépenses budgétaires, dépenses d'ordre militaire, dettes publiques, chemins de fer, commerce, banques d'émission, changes et escompte, numéraire international, production universelle de l'or et de l'argent (1899)
- Faits et chiffres, questions économiques d'actualité (1899)
- La Situation économique et financière de l'Espagne (1899)
- Les Finances ottomanes (1901)
- Histoire économique de l'Angleterre, de l'Allemagne, des États-Unis et de la France, 1890-1900 (1902)
- La Paix armée (1903)
- Le Péril jaune (1905)
- Le Septennat de M. Émile Loubet, au point de vue économique (1906)
- L'Égypte nouvelle au point de vue économique et financier (1907)
- La Situation économique et financière du Japon après la guerre de 1904-1905 (1907)
- Les Progrès économiques de la France : bilan du régime douanier de 1892 (1908)
- L'Europe économique (1911)
- La Fortune publique de la France (1911)
- La Transformation économique de la Russie (1914)
- Les Problèmes économiques de la guerre (1916)
- Conséquences économiques de la guerre pour la France (1922)

## Sources
- Le Figaro, 9 mai 1925, Nécrologie
- Dossier de la Légion d'honneur d'Edmond Théry dans la base Léonore
- Comptes rendus des séances de l'Académie d'agriculture de France , 1925, Nécrologie